# Andrew Ryan
(Andrew Ryan; Bioshock)
Andrew Ryan (nato come Андрей Раяновский) è un personaggio immaginario nella serie di videogiochi BioShock sviluppata da Irrational Games. È sia il personaggio centrale dell'universo di BioShock ambientato a Rapture (se non dell'universo di BioShock in generale) che il principale antagonista della prima metà del primo capitolo della saga ed è un personaggio secondario nel suo sequel BioShock 2 (seppur postumo) e nell'espansione di BioShock Infinite intitolata Burial at Sea ambientata prima del gioco originale, nonché personaggio centrale del romanzo prequel BioShock: Rapture scritto da John Shirley. Ryan è un magnate degli affari fortemente idealista che negli anni 1940 e '50, cercando di evitare il controllo dei governi e altre problematiche (come il rischio di una guerra nucleare), ordinò la costruzione, nella più totale segretezza, di una città sottomarina chiamata Rapture. Fondata su una visione fortemente liberista, l'utopica visione di Ryan collassò rapidamente in una distopia e, a causa di ciò, lui occultò la sua presenza utilizzando eserciti di umani mutati ("Ricombinanti") per difendersi e combattere contro coloro che volevano la sua fine, incluso il protagonista, Jack, del primo videogioco.
Ryan è stato creato da Ken Levine di Irrational Games ed è stato basato su personaggi reali e fittizi come: Ayn Rand, Howard Hughes, Charles Foster Kane e Walt Disney. Il personaggio ha ricevuto elogi significativi dalla critica, con Electronic Gaming Monthly che lo ha incluso nella lista dei dieci migliori politici apparsi nei videogiochi. Nella versione originale è doppiato da Armin Shimerman, il cui doppiaggio è stato citato come uno dei fattori che hanno contribuito al successo di BioShock, mentre nella versione italiana è doppiato da Diego Sabre.

## Concepimento e creazione
Ken Levine, il creatore del personaggio, ha descritto Andrew Ryan come un uomo ricco di ideali in contrasto con l'altro antagonista del gioco, Frank Fontaine, che invece non ne ha. Progettare l'incontro tra il giocatore e Ryan è stata una decisione controversa per gli sviluppatori. La scena ha richiesto molto tempo per essere creata e Levine, dopo l'uscita del gioco, ha dichiarato di aver capito che il personaggio di Ryan "appare troppo presto" aggiungendo che ha sottovalutato l'impatto che può produrre nel giocatore.
Nel creare il mondo di Rapture Levine immaginò un'utopia che i suoi creatori volevano celare agli occhi del mondo. Dopo aver attribuito a Ryan tale creazione gli diede uno pseudo-oggettivismo e una visione estremamente capitalista sul mondo dandogli, però, anche una forte paura che gli Stati Uniti e i comunisti in Russia potessero trovare la sua creazione. Levine ha affermato che, per lui, le filosofie di Ryan provengono dall'Art déco, descrivendo il suo stile come "Sì, siamo uomini e controlliamo l'universo!"
Levine ha detto che considera Ryan una combinazione di personaggi storici come Howard Hughes, Ayn Rand e Walt Disney e, pur confrontando Ryan con John Galt, lo considera più simile a una persona reale dato che commette errori e vive paure e dubbi. Levine creò il nome del personaggio da un semi-anagramma del nome Ayn Rand per stabilirne una connessione. Un intervistatore disse a Levine che non voleva uccidere Ryan domandandogli: "Siamo ancora condannati a creare giochi in cui dobbiamo usare delle trame predefinite per concludere la storia?" a cui Levine ha risposto che BioShock è dichiaratamente lineare. Levine ha anche dichiarato che non si aspettava che le persone vivessero la scena in cui appare Andrew Ryan come: "una brutta caduta da delle altezze stratosferiche".

## Background e caratteristiche
Nacque in un villaggio vicino a Minsk, nell'Impero russo, in una famiglia ebrea durante il periodo in cui lo zar aveva ancora il potere autocratico. Nel 1917 assistette alla rivoluzione russa che portò al potere i bolscevichi i quali causarono la distruzione degli affari della sua famiglia nonché la morte dei suoi zii (oppositori politici) e probabilmente della madre, assieme a molti altri innocenti, per mano della Guardia Rossa. Riuscì a fuggire con il padre a Costantinopoli e, dopo essersi spostato negli Stati Uniti nel 1919 e aver cambiato il proprio nome nel 1922 in Andrew Ryan, divenne incredibilmente ricco grazie al fortunato ritrovamento di un giacimento di petrolio in una sua proprietà che gli permise di fare degli investimenti oculati e redditizi.
La filosofia di Andrew Ryan si basa su degli ideali oggettivisti che ritiene addirittura più importanti della sua stessa vita. Ha un enorme e profondo odio sin dall'infanzia per coloro che definisce "parassiti", ovvero chiunque sostenga posizioni politiche di sinistra come il socialismo e il comunismo (ritenendo l'altruismo o anche l'illusione o menzogna dell'altruismo e l'ipocrisia dietro ad esso "la radice di ogni male"). È convintamente ateo e prova molto disprezzo per i credenti e per ogni forma di religione organizzata. Nell'ambito della vita privata è tra il liberale classico e il libertariano e non si cura di cosa una persona decida di fare a se stessa. Ritiene anche giusto che si possa fare degli esperimenti sugli esseri umani se i soggetti in questione danno il loro consenso.
Ryan è un forte sostenitore della meritocrazia. Crede che tutti gli individui abbiano il diritto di mantenere ciò che riescono a guadagnare e nell'esistenza di un posto in cui vivere senza interferenze governative e i già citati "parassiti" (che ritiene la negazione umana del libero arbitrio). Arriva ad accentuare questa convinzione fino all'estremo denunciando tutte le leggi (salvo quelle legate alla tutela della proprietà privata, della vita e per il libero scambio). Una delle principali massime etiche di Ryan è quella del libero mercato affermando che "tutta l'industria dovrebbe essere mantenuta completamente libera dall'intervento di un governo" anche se, durante la sua amministrazione di Rapture, si dimostra incoerente esercitando una forte autorità nella società: vara uno stretto coprifuoco, interviene nella produzione di ADAM e vara delle leggi marziali quando inizia ad approssimarsi la guerra civile.
Ryan ha coniato una propria filosofia economica chiamata la "Grande Catena dell'Industria" o semplicemente la "Grande Catena", simile alla metafora della "mano invisibile" coniata da Adam Smith. Ryan ha concettualizzato tutta la società come legata da una "catena" invisibile e intangibile composta da relazioni interpersonali. Questa grande e invisibile catena industriale trascina la società nella giusta direzione quando tutti la spingono servendo i propri interessi, cioè in un mercato totalmente libero e completamente privo di qualsiasi regolamentazione governativa (una visione molto simile a quella di Ayn Rand sull'esistenza di un capitalismo totalmente non regolamentato). Questo principio viene applicato da Ryan anche in opposizione alla regolamentazione sui controlli di qualità o di sicurezza di un prodotto sulla base che, nella "Grande Catena" del libero mercato, un buon "livello" si sarebbe mantenuto "stabile" senza interferenze esterne. Questa filosofia portò, nella pratica, dopo quindici anni al collasso dell'economia di Rapture in una corsa al ribasso: ogni prodotto incominciò a venir realizzato nel modo più economico possibile e, di conseguenza, in una qualità più bassa, il che significava che l'unico modo in cui un'azienda poteva realizzare un minimo profitto era quello di vendere prodotti di infimo livello a prezzi gonfiati.

## Ruolo in BioShock
Il giocatore incontra Ryan solo una volta, di persona, in tutto il franchise di BioShock e, prima di quel momento, si paleserà solo tramite trasmissioni radio, foto, statue e audio diari. Il look di Ryan consiste in dei capelli pettinati all'indietro e nell'indossare un vestito elegante completo di cravatta.
La prima apparizione del personaggio nel franchise di BioShock avviene nel primo capitolo della serie. Creò Rapture, la principale ambientazione di BioShock e BioShock 2, con lo scopo di fuggire a "inutili vincoli" come la religione, il comunismo, forme di puritanesimo e l'"altruismo". Rapture doveva essere un'utopia ma collassò, oltre che a causa delle politiche economiche perseguite, a causa della scienziata Brigid Tenenbaum che scoprì una sostanza denominata "ADAM". Sebbene le implicazioni della sostanza fossero inizialmente poco chiare, con il tempo si comprese che quando l'"ADAM" veniva iniettato nel sistema endovenoso consentiva una ricombinazione del DNA ed era in grado di fornire delle abilità non troppo dissimili da dei "superpoteri". Tuttavia, si scoprì che gli effetti collaterali a lungo termine della sostanza causavano un'alterazione cellulare la quale portava a un deterioramento mentale e fisico.
Quando Jack (il personaggio del giocatore in BioShock) arriva a Rapture Ryan lo identifica immediatamente come una minaccia, inizialmente considerandolo un agente governativo inviato dal KGB russo o dalla CIA statunitense. Ryan impiega ogni risorsa a sua disposizione per uccidere Jack che, invece, è aiutato dalla nemesi di Ryan, Atlas (un rivoluzionario). Nel corso del gioco vengono gradualmente rivelate delle informazioni fino a quando non si scopre che Jack è in realtà il figlio illegittimo di Andrew Ryan. Quest'ultimo ebbe dei rapporti sessuali con una giovane spogliarellista di nome Jasmine Jolene che portarono alla sua gravidanza. Durante la nascita e il declino di Rapture Ryan ebbe frequenti incontri con un contrabbandiere di nome Frank Fontaine, che in seguito divenne una figura di spicco nella corsa agli armamenti genetici di Rapture (verso la fine degli anni '50). Fontaine decise di approfittare di questa opportunità e pagò un impiegato di alto rango della sua Brigid Tenenbaum per acquistare l'embrione da Jolene. Dopo che Ryan venne a conoscenza di ciò uccise brutalmente la ragazza lasciando il suo cadavere su un letto nel circolo dell'Eve's Garden. Fontaine in seguito chiamò il bambino "Jack" e ordinò a uno scienziato sotto il suo impiego, il Dr. Yi Suchong, di accelerare la sua crescita e di condizionarlo mentalmente; una di queste tecniche era quella di costringere Jack a compiere qualsiasi azione richiesta dopo aver sentito la frase "per cortesia".
Quando Jack e Andrew Ryan si incontrano, di persona, per la prima volta quest'ultimo afferma che Jack è stata la sua "più grande delusione". Ryan fa un breve monologo, spiegando il suo passato a Jack e spiegandogli le differenze tra uno "schiavo" e un "uomo". Secondo Ryan, "Alla fine, cosa separa un uomo da uno schiavo? Soldi? Potenza? No ... Un uomo sceglie, uno schiavo obbedisce." Una volta terminato il discorso Ryan porge a Jack il suo putter da golf per poi chiedergli, usando la frase "per cortesia", di ucciderlo costringendo quest'ultimo a compiere quest'azione.
Ryan appare anche attraverso audio diari nel sequel, BioShock 2, e offre al giocatore una panoramica più ampia sulla storia di Rapture e sui suoi ideali.

## Accoglienza

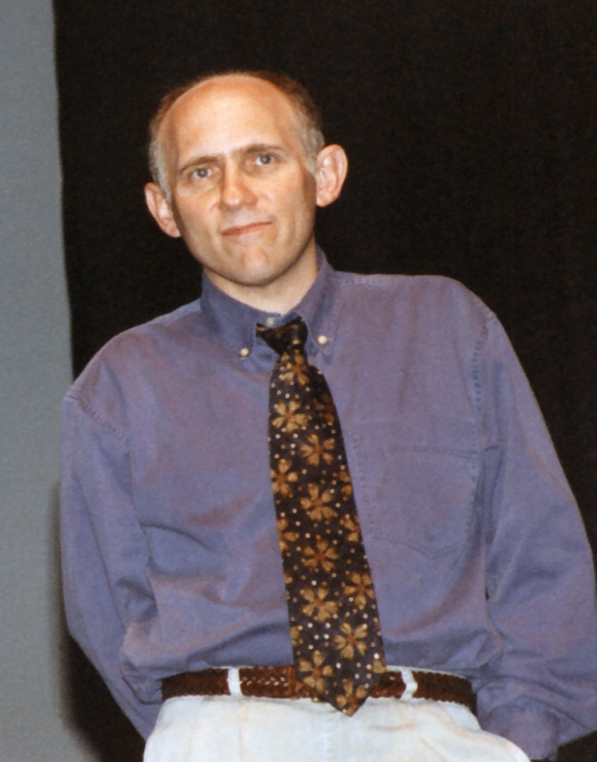
Armin Shimerman ha fornito la voce per Andrew Ryan nella sua versione inglese. Ha ricevuto molte lodi per la sua interpretazione e ha contribuito alla vittoria di BioShock nella categoria "miglior sonoro" di IGN.

Si è classificato al nono posto nella classifica di Electronic Gaming Monthly tra i dieci migliori politici apparsi nei videogiochi. L'editore di IGN Charles Onyett lo ha descritto come "tutt'altro che un cattivo stereotipato" descrivendolo come "avente un'ambizione senza fine". Ha anche aggiunto che nonostante le sue parole assomigliano a una "propaganda totalitaria" i giocatori non possono fare a meno di simpatizzare con lui.
L'editore di Gamasutra Leigh Alexander lo ha classificato come il terzo personaggio più influente del 2007 subito dopo GLaDOS di Portal e i personaggi customizzabili dei MMORPG. Leigh lo ha definito come  "un esempio ammonitore del pericolo della pura filosofia" aggiungendo che mentre, inizialmente, è l'antagonista principale i giocatori, nel tempo, simpatizzano con lui una volta che diventa chiaro che sia così "amaramente sbagliato". Adam Volk di Gamasutra lo ha descritto come "un'affascinante interpretazione del personaggio dello scienziato pazzo" aggiungendo che se più sviluppatori si allontanassero dagli stereotipi del tipico "cattivo videoludico" si arriverebbe, facilmente, a rivaleggiare con quelli cinematografici, televisivi e romanzati. Nel libro "Halos and Avatars: Playing Video Games with God" l'autore Craig Detweiler lo definisce un "ovvio riferimento alla scrittrice e filosofa oggettivista Ayn Rand", che viene citata in più occasioni durante il gioco.
Onyett ha elogiato Shimerman per il suo ritratto di Ryan definendolo "una gioia da ascoltare" e aggiungendo che avrebbe "dato a Stephen Colbert una valanga di soldi". L'editore di Chronicles Mark Smith ha elogiato il doppiaggio del gioco lodando l'impegno di Shimerman per la trama e il tema. Il redattore di Worthplaying, Brian Dumlao, ha commentato che la voce di Ryan "trasmette la lotta di un uomo i cui ideali sono minacciati da un uomo d'affari rivale" elogiando la trama. Nel premio Game of the Year IGN si è elogiato il monologo di Ryan premiando BioShock nella categoria "Miglior sonoro".
Ryan è stato paragonato a molti altri personaggi della narrativa e della vita reale e il mondo di Rapture è stato paragonato al romanzo La rivolta di Atlante di Ayn Rand. L'editor di Blog Critics ha descritto Ryan come "arrogante, avido e ingenuo" aggiungendo che questi tratti hanno causato la distruzione di Rapture. L'editore ufficiale della rivista Xbox Dan Griliopoulos ha paragonato il suo aspetto a quello di Gomez Addams, il capo famiglia degli Addams. I redattori di IGN Phil Pirrello e Christopher Monfette lo hanno descritto come più comunista di Vladimir Lenin, il primo capo di stato dell'Unione Sovietica, paragonandolo anche al filosofo e scrittore italiano Niccolò Machiavelli.
IGN ha inserito Andrew Ryan nella Top 10 della loro lista "Top 100 antagonisti dei videogame" scrivendo: "La forza della sua personalità e la chiarezza della sua visione sono ammirevoli per tutto il gioco. Rapture non sarebbe così interessante senza Ryan. Quando il giocatore agisce ed esplora la città sottomarina lui grida la propria propaganda cogliendo ogni occasione per trasmettere la sua visione del mondo." La rivista ufficiale PlayStation lo ha classificato come l'ottavo miglior cattivo apparso sulla PS3.